# فرناندو روبين غونزاليس
فرناندو روبين غونزاليس (بالإسبانية: Fernando Rubén González)‏ (27 يناير 1994 بمدينة مكسيكو في المكسيك - ) هو لاعب كرة قدم مكسيكي في مركز الوسط. لعب مع نادي غوادالاخارا وCoras FC ‏.

## وصلات خارجية
- فرناندو روبين غونزاليس على موقع قاعدة بيانات كرة القدم.إي يو (الإنجليزية)
- فرناندو روبين غونزاليس على موقع Soccerway.com (الإنجليزية)